# Chrysogaster atlasi
Chrysogaster atlasi är en tvåvingeart som beskrevs av Kassebeer 1999. Chrysogaster atlasi ingår i släktet ängsblomflugor, och familjen blomflugor. Inga underarter finns listade i Catalogue of Life.